# Torre Monumental
La Torre Monumental (antiga Torre de los Ingleses, en català Torre dels Anglesos) és un monument situat al barri de Retiro, a Buenos Aires. Situada a la Plaza Fuerza Aérea Argentina (en català Plaça Força Aèria Argentina, antiga Plaza Británica, en català Plaça Britànica) al costat del Calle San Martín i l'Avenida del Libertador. Va ser construïda per residents britànics a la ciutat per commemorar el centenari de la Revolució de Maig.
Després de la Guerra de les Malvines en 1982, la Torre de los Ingleses va ser rebatejada amb el seu nom original "Torre Monumental", encara que alguns ciutadans segueixen referint-s'hi amb el nom Torre de los Ingleses.

Esbós preliminar del front principal.

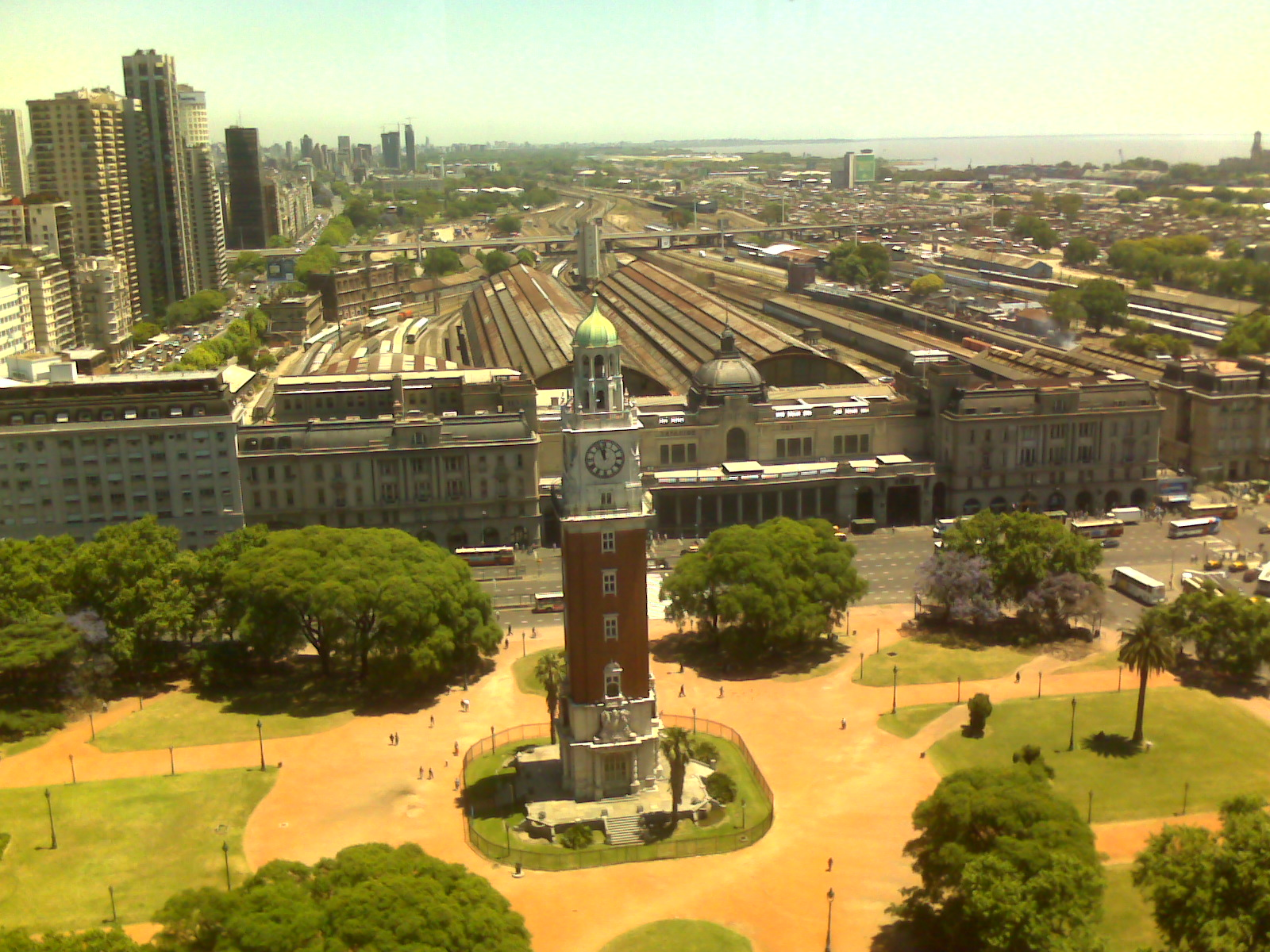
Torre Monumental a la Plaza Fuerza Aérea Argentina amb l'Estació de trens de Retiro al fons.